# Daniel Morelon
Daniel Yves Morelon (nascido em 24 de julho de 1944) é um ex-ciclista francês que estava em atividade entre 1963 e 1980. Três vezes campeão olímpico e oito vezes campeão mundial.